# ماريا يوجينيا فيدال
ماريا يوجينيا فيدال (مواليد 8 سبتمبر 1973) هي سياسية أرجنتينية، أصحبت أول امرأة تشغل منصب حاكمة محافظة بوينس آيرس.